# Списък на хора от Бостън
Това е списък на известни личности, свързани с град Бостън, САЩ.

## Родени в Бостън

### Родени до 1900
- Робърт Бейкън (1860 – 1919), политик
- Ралф Уолдо Емерсън (1803 – 1882), писател
- Ърнест Кодман (1869 – 1940), лекар
- Джеймс Брайънт Конант (1893 – 1978), химик и общественик
- Джон Копли (1738 – 1815), художник
- Семюъл Елиът Морисън (1887 – 1976), историк
- Франк Нокс (1874 – 1944), политик
- Уилям Пикеринг (1858 – 1938), астроном
- Едгар Алън По (1809 – 1849), писател
- Уилям Хенри Леонард По (1807 – 1831), поет
- Джеймс Пътнам (1846 – 1918), психиатър
- Александър Райс (1875 – 1956), лекар
- Чарлз-Едуард Еймъри Уинслоу (1877 – 1957), биолог
- Бенджамин Франклин (1706 – 1790), общественик
- Чарлс Хемлин (1861 – 1938), юрист

### Родени през 1901 – 1950
- Джейн Александър (р. 1939), актриса
- Майкъл Блумбърг (р. 1942), политик
- Джо Бойд (р. 1942), музикален продуцент
- Шарлът Гилбъртсън (р. 1922), художничка
- Стивън Грийнблат (р. 1943), литературен теоретик
- Джаред Даймънд (р. 1937), биолог
- Дик Дейл (р. 1937), музикант
- Барбара Делински (р. 1945), писателка
- Хенри Кендъл (1926 – 1999), физик
- Едуард Кенеди (1932 – 2009), политик
- Робърт Кенеди (1925 – 1968), политик
- Джон Маккарти (1927 – 2011), информатик
- Брюс Маккендлес (р. 1937), космонавт
- Криста Маколиф (1948 – 1986), космонавт
- Алан Мелцер (р. 1928), икономист
- Мъртън Милър (1923 – 2000), икономист
- Стори Мъсгрейв (р. 1935), космонавт
- Браян О'Лиъри (1940 – 2011), космонавт
- Джордж Патън IV (1923 – 2004), офицер
- Силвия Плат (1932 – 1963), писателка
- Алберт Сако (р. 1949), космонавт
- Дона Самър (1948 – 2012), певица
- Хайман Спотниц (1908 – 2008), психолог
- Бевърли Суърлинг (р. 1949), писателка
- Робърт Бърнс Удуърд (1917 – 1979), химик
- Юджийн Фама (р. 1939), икономист
- Арлийн Франсис (1907 – 2001), актриса
- Уилям Форсайт Шарп (р. 1934), икономист

### Родени от 1951
- Ади Баркан (р. 1983), общественик
- Керълин Бъртози (р. 1966), химичка
- Брадфорд Делонг (р. 1960), икономист
- Ан Дудек (р. 1975), актриса
- Илайза Душку (р. 1980), актриса
- Браян Дъфи (р. 1953), космонавт
- Лиса Едълстийн (р. 1966), актриса
- Миша Колинс (р. 1974), актьор
- Джон Кразински (р. 1979), актьор
- Дейн Кук (р. 1972), актьор
- Фат Майк (р. 1967), музикант
- Едуард Нортън (р. 1969), актьор
- Ерик Реймънд (р. 1957), програмист
- Джеймс Спейдър (р. 1960), актьор
- Джеръми Стронг (р. 1978), актьор
- Турмалин (р. 1988), общественичка
- Ума Търман (р. 1970), актриса
- Стефани Уилсън (р. 1966), космонавт
- Дони Уолбърг (р. 1969), актьор
- Марк Уолбърг (р. 1971), актьор
- Колм Фиори (р. 1958), актьор
- Маргарет Уд Хасан (р. 1958), политик
- Томас Хасан (?), политик

## Починали в Бостън
- Чинуа Ачебе (1930 – 2013), нигерийски писател
- Джон Бардийн (1908 – 1991), физик
- Самуел Белами (1691 – 1717), английски пират
- Едуард Бибринг (1894 – 1959), австрийски психиатър
- Елена Бонер (1923 – 2011), руска общественичка
- Ричард Ивлин Бърд (1888 – 1957), офицер
- Робърт Ван де Грааф (1901 – 1967), физик
- Ханс Закс (1881 – 1947), австрийски психолог
- Джеймс Кетъл (1860 – 1944), психолог
- Исадор Кориат (1875 – 1943), психиатър
- Антъни Куин (1915 – 2001), актьор
- Рихард фон Мизес (1883 – 1953), математик
- Семюъл Елиът Морисън (1887 – 1976), историк
- Луиза Мей Олкът (1832 – 1888), писателка
- Беата Ранк (1886 – 1961), австрийски психолог
- Паул Розенщайн-Родан (1902 – 1985), австрийски икономист
- Филис Уитли (1753 – 1784), поетеса
- Роналд Фейърбърн (1889 – 1964), шотландски психолог
- Робърт Фрост (1874 – 1963), поет
- Роман Якобсон (1896 – 1982), езиковед